# Five Boroughs of Mercia
Die Five Boroughs of Mercia oder Five Boroughs des Danelag waren die fünf wichtigsten Wikinger-Siedlungen Mercias (der heutigen East Midlands). Dabei handelt es sich um Derby, Leicester, Lincoln, Nottingham und Stamford. Die vier ersten wurden später Hauptstädte von Grafschaften.

Der Begriff Borough stammt vom altenglischen Wort Burh ab und beschreibt eine befestigte Siedlung. Burh ist mit dem deutschen Wort Burg verwandt, das aber eher an einen Festungsbau denken lässt.

## Entstehung und Herrschaft
Ende des 8. Jahrhunderts begannen die Wikingerüberfälle auf England, zuerst nur als Raubzüge kleinerer Gruppen, die sich anschließend in ihre Heimatländer zurückzogen. Im Jahre 865 vereinigten sich jedoch verschiedene, überwiegend dänische Wikingerverbände und landeten in East Anglia, nicht um die vier angelsächsischen Königreiche zu überfallen, sondern um sie zu erobern. Die Annalen nannten diese vereinigte Streitmacht das Große Heidnische Heer. 871 wurde der Feldzug durch frische Kräfte aus Skandinavien verstärkt, als das große Sommerheer die Insel erreichte.
Nach einem Winterlager in Repton im Jahre 874 vertrieb das Große Heidnische Heer den mercischen König Burgred ins Exil und eroberte Mercia; der exilierte mercische König wurde durch den Ealdorman Ceolwulf von Mercia ersetzt. Asser, der Biograf Alfred des Großen, berichtet, dass sich die Wikinger anschließend in zwei Gruppen aufteilten. Halfdan führte einen Teil des Heeres nordwärts nach Northumbria, während der mit dem großen Sommerheer angekommene Guthrum im Süden blieb. Ceolwulf II. wurde von den Wikingern als König von Mercia eingesetzt, die im Jahre 877 zurückkehrten, um Mercia aufzuteilen. Der Westen des Königreichs ging an Ceolwulf II., während im Osten die Five Boroughs aus den befestigten Burhs von fünf wikingischen Heeren entstanden, die das Gebiet besiedelten und ihre heimatlichen Gesetze und Gebräuche einführten.
Jede der Five Boroughs wurde als dänisches Jarltum regiert und kontrollierte das Land rund um eine befestigte Burh, die als politisches Machtzentrum diente. Diese Herrscher waren vermutlich anfangs ihren Lehnsherren im wikingischen Königreich Jórvík unterstellt und führten ihre Heere manchmal unabhängig, oft jedoch im Bündnis mit den Machthabern der Nachbarreiche. Zusätzlich zu den Five Boroughs gab es eine Anzahl von sehr ausgedehnten dänischen Siedlungsgebieten im Süden, einschließlich Northampton und Bedford, die auf ähnliche Weise regiert wurden.

Die Five Boroughs und die englischen Midlands im frühen 10. Jahrhundert

### Derby
Altnordisch: Djúra-bý. Obwohl das Gebiet seit 877 von Dänen besiedelt wurde, bedrohten die Engländer seine Existenz nicht, bis Lady Aethelflaed von Mercia 913 auf einen Feldzug tief ins dänische Territorium eindrang und eine Burh nahe Tamworth errichten ließ. Im Jahre 917 startete Aethelflaed ihren ersten Eroberungsfeldzug und wählte als Ziel die Festung von Derby. Zu jener Zeit hatte der örtliche Herrscher, möglicherweise verstärkt durch die Armeen von Northampton und Leicester, eine Reihe von Überfällen auf Mercia durchgeführt. Aethelfled zog ihren Vorteil aus dem geschwächten Zustand der Burh und stürmte den Ort erfolgreich im Juli 917. Anschließend wurde die ganze Region in das englische Mercia integriert.
Die Dänen haben ihr militärisches Hauptquartier möglicherweise auf dem früheren römischen Fort von Derventio (Little Chester) errichtet. Dieses 2,4 ha große, rechteckige Fort ließe darauf schließen, dass sich die Burh auf etwa 500 Hides stützte.  874 hatten die Wikinger im nahegelegenen Repton campiert und es im Jahr darauf wieder verlassen, nachdem sie während ihres Aufenthalts deutlich durch Krankheit geschwächt wurden (was aus der Entdeckung eines Grabes mit 245 Leichen hervorgeht).

### Leicester
Eine der beeindruckenderen dänischen Burgen, deren lokaler Herrscher sein Heer mit dem von Northampton vereinigte und 913 die westsächsischen Hoheitsgebiete Bedfordshire und Oxfordshire überfiel. Er trotzte König Eduard dem Älteren, indem er die westsächsische Burh von Hertford belagerte. Das veranlasste Aethelflaed 914 dazu, ihre Armee ins Grenzgebiet des dänisch besetzten Territoriums in der Nähe von Leicester zu verlegen und eine Burh in Warwick errichten zu lassen. Als Teil eines dreigliedrigen Angriffs belagerten im Juli 917 die vereinigten Kräfte von Leicester und Northampton und möglicherweise auch Derby die mercische Burh von Towcester. Da das Land durch den Verlust von Derby und später im Jahr Northampton ungeschützt war, kehrte die mercische Armee im Frühjahr 918 zurück, um die Umgebung zu verwüsten, worauf sich die Festung kampflos Aethelflaeds Truppen ergab.
Nachdem Leicester im Jahre 941 durch König Olaf von Jorvik der englischen Herrschaft entrissen wurde, belagerte der englische König Edmund I. das dortige wikingische Heer im gleichen Jahr. Olaf und sein Ratgeber Erzbischof Wulfstan von York konnten fliehen und die Belagerung wurde aufgehoben, nachdem die Five Boroughs in einem Friedensvertrag an das Königreich York abgetreten wurden. Jarl Orm, zu diesem Zeitpunkt wahrscheinlich der Herrscher von Leicester (und zwischen 930 und 958 urkundlich bezeugt) gab seine Tochter Ende des gleichen Jahres König Olaf zur Frau, um die Allianz zu zementieren. Die Burh nutze vielleicht die Stadtmauer des römischen Leicester (Ratae Corieltavorum), die eine Länge von annähernd 2400 m hatte (entspricht ca. 1900 Hides).

### Lincoln
Die Burh von Lincoln wachte über die Straße von Wessex nach York und war durch ihre abgeschiedene Lage vor einem Großteil der anglo-dänischen Kämpfe geschützt. Die Dänen von Lincoln besiedelten das Gebiet des früheren angelsächsischen Königreichs Lindsey, in dessen Festung Torksey sie schon von 873 bis 874 überwintert hatten. Lincoln ergab sich wahrscheinlich 918 in Folge der Kapitulation aller dänischen Gebiete an den Grenzen zu Mercia und Wessex. Als früheres römisches Militärlager dienten der Burh möglicherweise die Wälle des alten Forts mit einer Größe von etwa 16,6 ha als Grundlage. (etwa 1300 hides)

### Nottingham
Das Wikingerheer unter Ivar dem Knochenlosen und Halfdan Ragnarsson besetzte Nottingham das erste Mal im Jahre 868 und schlug hier später sein Winterquartier auf. Burgred und seine westsächsischen Verbündeten belagerten den Ort, schlossen aber 869 nach nur leichten Kämpfen Frieden und ließen die Wikinger abziehen. Die dänische Rückeroberung und Besiedelung begann 877 und dauerte bis zum Angriff von Eduard von Wessex im Sommer 918. Eduard errichtete 920 eine zweite Burh am gegenüberliegenden Ufer des Trent, um die Verteidigung des Gebiets gegen dänische Angriffe zu unterstützen. Man weiß, dass das angelsächsische Nottingham eine Größe von 15,8 ha hatte, weshalb sich die Burh auf ca. 1300 Hides stützen konnte.

### Stamford
Das Gebiet um Stamford wurde im Sommer 894 vom westsächsischen Ealdorman Aethelnoth überfallen, aber die Stadt wurde nicht belagert und die dänische Herrschaft blieb unangetastet. Das Ende kam, als König Eduard Ende Mai des Jahres 918 Stamford angriff, das sich kurz darauf dem Heer von Wessex ergab. Ende des Jahres baute Eduard eine zweite Burh auf der Südseite des Welland. Nach David Roffe könnten die Wälle der nördlichen Burh eine Länge von 945 m gehabt haben (entspricht 750 Hides), die von Eduards Burh etwa 825 m (entspricht 650 Hides).

## Die dänischenBurhsim Süden
Die folgenden Burhs waren nicht Teil der Five Boroughs, aber von Dänen bewohnte Orte mit großen Heeren und in ähnlicher Weise regiert. Diese Dänen agierten oft unter Führung der Five Boroughs und dem dänischen König von East Anglia.

### Northampton
Die Angelsächsische Chronik berichtet für das Jahr 913 von einem Einmarsch der dänischen Heere von Northampton und Leicester in mercisches Gebiet. Anfangs sehr erfolgreich, wurden sie jedoch auf dem Rückweg von lokalen mercischen Kräften bei Luton geschlagen und verloren dabei "einen großen Teil ihrer Pferde und ihrer Waffen". Im Dezember 914 wurde ihre Kampfkraft weiter vermindert, als sich eine Anzahl northamptoner Dänen König Eduard in Bedford unterwarf. Nach dem Verlust von Derby und East Anglia und dem Machtzuwachs König Eduards unterwarfen sich 917 auch Jarl Thurferth, ihr Herrscher, und die Männer von Northampton und Cambridge den Westsachsen. Thurferth blieb örtlicher Herrscher und bezeugte zwischen 930 und 934 vier Urkunden König Æthelstans.
Später, in den 930er Jahren, wurde Northampton in die erweiterte Grafschaft East Anglia unter Graf Æthelstan Halbkönig integriert. 941, nun in der Hand der Mercier, sah sich Northampton einer erfolglosen Belagerung durch König Olaf von York gegenüber. Das "Heer" Northamptons bestand noch 984, als es den Aufzeichnungen nach den Verkauf von Land bezeugte. Die anglo-dänische Burh von Northampton hatte nach Schätzungen einen Wall von ca. 910 m Länge (entspricht etwa 700 Hides), was sie zu einer der kleineren dänischen Burhs machte.

### Bedford
Die dänische Burh wurde das erste Mal im Jahre 914 durch einen Angriff der westsächsischen Armee bedroht. Im November desselben Jahres wurde Bedford von Eduard in einer Zangenbewegung eingeschlossen, worauf sich der regierende Jarl Thurketel mit all seinen Anhängern unterwarf. Eduard kehrte im November 915 zur Festung zurück, die bis dahin noch immer in dänischer Hand war, und übernahm dieses Mal die direkte Kontrolle. Zusätzlich baute er eine zweite Burh am Südufer des Flusses Ouse. Thurketel wurde Eduards Untertan, bis dieser dem dänischen Herrscher im Sommer 916 gestattete, mit seinen Anhängern nach Frankreich aufzubrechen. Im Juli 917 stieß das dänische Heer East Anglias bis Tempsford vor und startete einen Angriff zur Rückeroberung Bedfords. Die Dänen wurden besiegt und in die Flucht geschlagen. Bedford wurde Anfang des 10. Jahrhunderts ebenfalls in die erweiterte Grafschaft East Anglia eingegliedert.

### Huntingdon
Die Dänen von Huntingdon waren Verbündete des dänischen East Anglia, als sie im Juli 917 bis Tempsford vorstießen und eine neue Festung bauten. Von hier aus versuchte das vereinigte Heer, die kurz zuvor gefallene Burh von Bedford zurückzuerobern, wurde aber von der englischen Garnison schwer geschlagen und in die Flucht getrieben. Kurze Zeit später wurde die Burh von Eduards westsächsischer Armee erobert.

### Cambridge
Cambridge wurde 875 von den Dänen unter den Königen Guthrum, Osketel and Anwend erobert, deren Armeen dort ihr Winterquartier aufschlugen. 911 wurde es das erste Mal von Eduard bedroht, der eine gegenüberliegende Burh in Hertford errichtete. Mit dem Fall von Huntingdon war Cambridge das letzte unabhängige Heer, auf das sich das dänische East Anglia stützen konnte. Aber das Blatt hatte sich gewendet und die Dänen von Cambridge unterwarfen sich Eduard Ende 917.

## Angelsächsische und dänische Rückeroberungen
Die dänische Herrschaft über die Five Boroughs ging in Folge der englischen Rückeroberungen unter Aethelflaed von Mercia und Eduard dem Älteren von Wessex im Laufe der Jahre 916 und 917 verloren. Das Gebiet wurde daraufhin von den mercischen Grafen regiert, bis König Olaf von York die fünf früheren dänischen Burhs 941 im Anschluss an eine Großoffensive wiederbesetzte, eventuell unterstützt von ortsansässigen dänischen Anführern. Die dänische Herrschaft war noch nicht lange wiederhergestellt, als König Edmund die Five Boroughs 942 zurückgewann.
Zu dieser Zeit werden die Five Boroughs das erste Mal in einem englischen Gedicht erwähnt, das als Redemption of the Five Boroughs (dt.: Die Befreiung der Five Boroughs) bekannt ist. Auch noch viele Jahre später waren die Five Boroughs ein gesondertes und eindeutig umrissenes Gebiet, deren Herrscher die Unterstützung ihrer Führer suchten, wie z. B. bei Sven Gabelbart, der 1013 die Unterwerfung der Five Boroughs erlangte, bevor er danach trachtete, König von England zu werden.
Aus dem Jahre 1015 gibt es einen einzelnen Hinweis auf die "Seven Boroughs", bei denen möglicherweise Torksey und York mitgezählt wurden.

## Die Five Boroughs als Grafschaft
Nach der dänischen Eroberung im Jahre 1016 übernahm Graf Sired 1019 die neu gebildete Grafschaft der Five Boroughs als Lehnsmann von König Knut. Um 1035 wurde die Grafschaft mit jener von Graf Leofric von Mercia vereinigt, blieb aber noch längere Zeit eine formale administrative Einheit.